# Ян Ян (S)
Ян Ян (кит.: 杨阳) — китайська ковзанярка, що спеціалізувалася в шорт-треку,  олімпійська медалістка, багаторазова чемпіонка світу, чемпіонка та призерка Азійських ігор.
Ідентифікатор (S) додається до прізвища й імені спортсменки для того, щоб відрізнити її від іншої китайської ковзанярки Ян Ян (A). Обидві Ян Ян виступали одночасно й навіть у одній команді. Китайською мовою імена спортсменок пишуться по різному, але англійською вони виглядають однаково, тому в суддівських протоколах використовувалися додаткові ідентифікатори.  
Ян Ян здобула на Олімпійських іграх 5 медалей — три в Нагано, дві в Солт-Лейк-Сіті, Дві з цих медалей були командні — за естафетну гонку на 3000 метрів, дві на дистанції 1000 метрів, одна на дистанції 500 метрів.

## Зовнішні посилання
- Досьє на sports-reference.com [Архівовано 17 квітня 2020 у Wayback Machine.]

## Виноски
1. ↑  http://www.sports-reference.com/olympics/athletes/ya/yang-yang-s-1.html
2. ↑  Olympedia — 2006.